# Guéguéré
Guéguéré ist sowohl eine Gemeinde (französisch commune rurale) als auch ein dasselbe Gebiet umfassendes Departement im westafrikanischen Staat Burkina Faso in der Region Sud-Ouest und der Provinz Ioba. Die Gemeinde hat 32.929 Einwohner.